# Alexandra van Hannover
Alexandra Charlotte Ulrike Maryam Virginia prinses van Hannover, Prinses van Braunschweig (Vöcklabruck, Oostenrijk, 20 juli 1999) is de dochter van prins Ernst August van Hannover en prinses Caroline van Monaco. Alexandra werd geboren zes maanden na het huwelijk van haar ouders.
Via haar vader is Alexandra een afstammeling van koning George III van het Verenigd Koninkrijk, keizer Wilhelm II van Duitsland, koning Christiaan IX van Denemarken, en van koningin Victoria van het Verenigd Koninkrijk. Via haar moeder stamt zij af van prins Reinier III van Monaco en Grace Kelly.
Alexandra is thans de enige van prinses Carolines vier kinderen met een adellijke titel. Zij is dertiende in de lijn van erfopvolging in het prinsdom Monaco. Aan vaderszijde heeft zij twee halfbroers (Ernst August en Christiaan) en aan moederszijde twee halfbroers (Andrea Casiraghi en Pierre Casiraghi) en een halfzus (Charlotte Casiraghi).